# Archaraeoncus alticola
Archaraeoncus alticola is een spinnensoort in de taxonomische indeling van de hangmatspinnen (Linyphiidae).
Het dier behoort tot het geslacht Archaraeoncus. De wetenschappelijke naam van de soort werd voor het eerst geldig gepubliceerd in 2008 door Andrei V. Tanasevitch.